# عولمة معاكسة
العولمة المعاكسة مصطلح ابتكره يونس المحتفظ للتعبير عن التأثير المعاكس الذي يقوم به المهاجرون والمبدعون و المفكرون على ثقافة الولايات المتحدة والغربية عموما بحيث تتغير هذه الدول تدريجيا بنفس الوسائل و الطرق التي غيرت بها العالم في السابق و تستمر الدوائر في الدوران مرة تلو المرة.